# Álvaro Escobar (actor argentino)
Álvaro Escobar fue un popular primer actor cómico de cine y teatro argentino. 

## Actividad profesional
Álvaro Escobar fue un actor de raza de primera línea que puso sus más populares actuaciones en la cinematografía argentina en los primeros tiempos del cine mudo y sonoro. Secundó a estrellas como Lidia Liss, María Turgenova, Florén Delbene, Jorge Lafuente, Totón Podestá, Lea Conti, Ada Cornaro, Tino Tori, Nélida Franco, Manolita Poli, entre otros.
Creador del "compadrito criollo" del cine mudo, trabajó bajo la dirección de grandes como José Agustín Ferreyra, Julio Irigoyen, Nelo Cosimi e Isidoro Navarro.
Fue dueño de muchos de los derechos de varias canciones que se utilizaban en las películas de aquellos tiempos,  quien se encargaba de vender las copias nuevas.
En teatro además de incursionar en varios espectáculos en compañías como la de  Leopoldo Simari, hizo varias presentaciones, recitales y monólogos cómicos.
Ya de avanzada edad, se retira y jubila del ambiente artístico en 1950. Fallece tiempo después en el partido de General San Martín, Provincia de Buenos Aires, el 14 de abril de 1962.

## Filmografía
- 1922: La gaucha.
- 1922: La chica de la calle Florida.
- 1922: Buenos Aires también tiene.
- 1923: Melenita de oro.
- 1923: La maleva.
- 1924: Audacia y nobleza.
- 1924: El consultorio de Madame René
- 1925: El organito de la tarde.
- 1925: Mi último tango.
- 1925: Criollo viejo.
- 1925: Una noche de carnaval.
- 1925: Amor y placer.
- 1925: Señorita para...escritorio se precisa.
- 1925: La mujer del soltero.
- 1925: Mateo.
- 1926: La vuelta al bulín (cortometraje).
- 1926: Muchachita de Chiclana
- 1926: La costurerita que dio aquel mal paso.
- 1927: Perdón, viejita.
- 1927: María Poey de Canelo.
- 1927: Puños, chárleston y besos.
- 1928: Actualidades.
- 1928: Un robo en la sombra.
- 1928: Pájaro caído.
- 1929: Alma en pena.
- 1929: La casa del placer.
- 1929: Buitres de la noche.
- 1929: Roura y Berta Bill.
- 1930: El cantar de mi ciudad.
- 1930: Corazón ante la ley.
- 1930: La canción del gaucho.
- 1930: Ojos del Diablo.
- 1938: Plegaria gaucha.
- 1938: El casamiento de Chichilo.
- 1938: Sierra Chica.
- 1939: Don Perfecto y Anacleto, metidos en un aprieto.
- 1939: No te metás, Joaquín.
- 1939: Sombras de Buenos Aires.
- 1940: Su nombre es mujer.
- 1940: El cantor del circo o La caravana pasa.
- 1940: Galleguita.
- 1940: El susto que Pérez se llevó.
- 1940: El cantor de Buenos Aires.
- 1941: De un tango nació un querer.
- 1941: La mujer del zapatero.
- 1944: Un muchacho de Buenos Aires.[4]